# Wilhelm Fabricius Hildanus
Pour les articles homonymes, voir Fabricius.
Wilhelm Fabricius Hildanus, Wilhelm Fabry (ou encore William Fabry, Guilelmus Fabricius Hildanus, ou Fabricius von Hilden, Fabrice de Hilden, Guillaume Fabri de Hilden) (25 juin 1560 à Hilden près de Cologne - 15 février 1634 à Berne), est un chirurgien allemand.
On l'appelle souvent « père de la chirurgie allemande » ou le « premier chirurgien scientifique ».
Il exerce son art à Payerne, Lausanne et Berne et perfectionna les instruments de chirurgie, fit plusieurs découvertes en anatomie et publia des ouvrages estimés.
Ses œuvres ont été réunies par Johann Hartmann Beyer sous le titre d'Opera omnia, Francfort, 1646, in-folio. On y remarque son traité De la Gangrène et un recueil d'environ 600 observations intitulé Centuries.

## Œuvres
- Traitté de la gangrene et du Sphacele... - Genève : Jacob Stroer, 1597. sur Google Livres
- Guilhelmi Fabricii Hildani De Dysenteria : Liber unus: In quo hujus Morbi Causae, Signa, Prognostica, & Praeservatio continentur: Item, quomodo Symptomata, quae huic Morbo supervenire solent, sint removenda. - Oppenheimii : de Bry / Galler, 1616. édition numérisée.
- Deß Weitberühmten Guilhelmi Fabricii Hildani ... Wund-Artzney / Auß dem Lateinischen in das Teutsche übersetzt Durch Friderich Greiffen. - Franckfurth am Mayn : Beyer, 1652. édition numérisée
- Observationum et curationum chirurgicarum centuriae, nunc primum simul in unum opus congestae, deux volumes en un, Lyon 1641, consultable sur Google Books. Édition française Observations chirurgiques. - Genève : P. Chouët, 1669. consultable sur Gallica. Les deux premières Centuries (centaines) avaient été publiées en 1606. (Voir notice Google Books, sans le contenu du livre.)

## Source
Cet article comprend des extraits du Dictionnaire Bouillet. Il est possible de supprimer cette indication, si le texte reflète le savoir actuel sur ce thème, si les sources sont citées, s'il satisfait aux exigences linguistiques actuelles et s'il ne contient pas de propos qui vont à l'encontre des règles de neutralité de Wikipédia.